# Dead of Night (téléfilm, 1977)
Pour les articles homonymes, voir Dead of Night.
Pour plus de détails, voir Fiche technique et Distribution.
Dead of Night est un téléfilm américain de Dan Curtis diffusé le 29 mars 1977 sur NBC.
Ce téléfilm est une anthologie de trois histoires fantastiques qui devait servir à produire une série quotidienne. Une première tentative avait été faite en 1969 avec le téléfilm Dead of Night: A Darkness at Blaisedon mais avait échouée. Bien que diffusée avec succès, cette deuxième production n'a pas été poursuivie par Dan Curtis.

## Synopsis
Trois histoires, trois différents concepts sur le fantastique : une histoire de voyage dans le temps, une de vampires et une sur le retour à la vie d'un défunt.

## Fiche technique
- Titre original : Dead of Night
- Réalisation : Dan Curtis
- Scénario : Richard Matheson d'après une histoire de Jack Finney (Second Chance) et une histoire de Richard Matheson (No Such Thing as a Vampire)
- Directeur de la photographie : Ric Waite (en)
- Montage : Dennis Virkler (en)
- Décors : Trevor Williams
- Costumes : Don McDonald et Dodie Shepard
- Musique : Bob Cobert (en)
- Effets spéciaux de maquillage : Frank Westmore (en)
- Effets spéciaux : Cliff Wenger
- Producteurs : Dan Curtis et Robert Singer (en)
- Compagnies de Production : Dan Curtis Productions
- Compagnie de distribution : NBC
- Genre : Film d'horreur
- Pays :  États-Unis
- Durée : 76 minutes [1]
- Date de diffusion :
  -  États-Unis : 29 mars 1977 [2]
  -  France : mars 1978 au Festival du film fantastique de Paris [2]

## Distribution

### Segment "Second Chance"
- Ed Begley Jr. : Frank
- E.J. André : Monsieur McCauley
- Ann Doran : Madame McCauley
- Christina Hart : Helen
- Orin Cannon : Le vieux fermier
- Jean Le Bouvier : Madame Cantrell
- Dick McGarvin : Monsieur Dorset
- Karen Hurley : Madame Dorset

### Segment "No Such Thing as a Vampire"
- Patrick Macnee : Docteur Gheria
- Anjanette Comer : Alexis
- Elisha Cook Jr. : Karel
- Horst Buchholz : Michael

### Segment "Bobby"
- Joan Hackett : La mère
- Lee Montgomery (en) : Bobby

## DVD
- États-Unis :

Le téléfilm est sorti sur le support DVD.
- Dead of Night (DVD Keep Case) sorti le 27 janvier 2009 édité par Dark Sky Films et distribué par MPI Vidéo. Le ratio écran est en 1.33:1 plein écran 4:3. L'audio est en Anglais 1.0 mono. Pas de sous-titres présents. En suppléments : le téléfilm "Dead of Night: A Darkness at Blaisedon" (1969) d'une durée de 52 minutes, 15 minutes de scènes coupées, un documentaire "Robert Cobert's Music Score Highlights" avec 36 pistes musicales audio et une galerie de photos des téléfilms de 1977 et de 1969. Il s'agit d'une édition Zone 1 NTSC. ASIN B001HPOJ68